# Алтайский тракторный завод

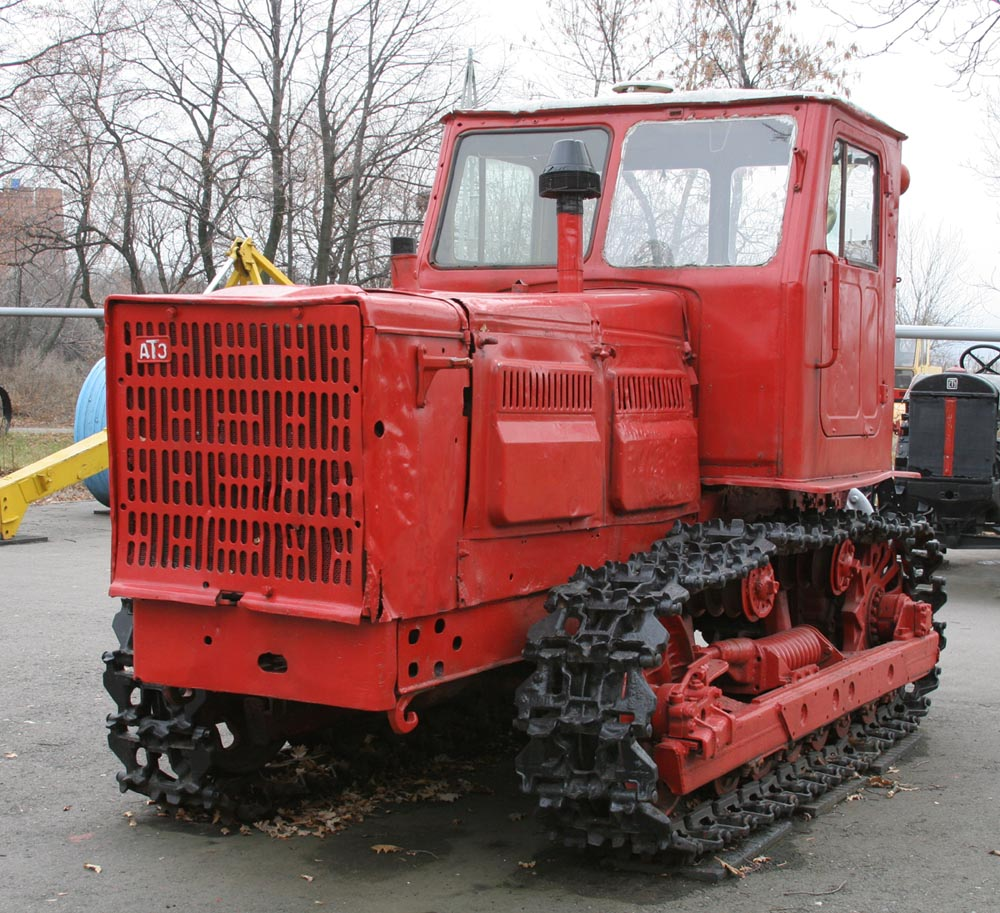
Трактор Т-4А — «визитная карточка» завода

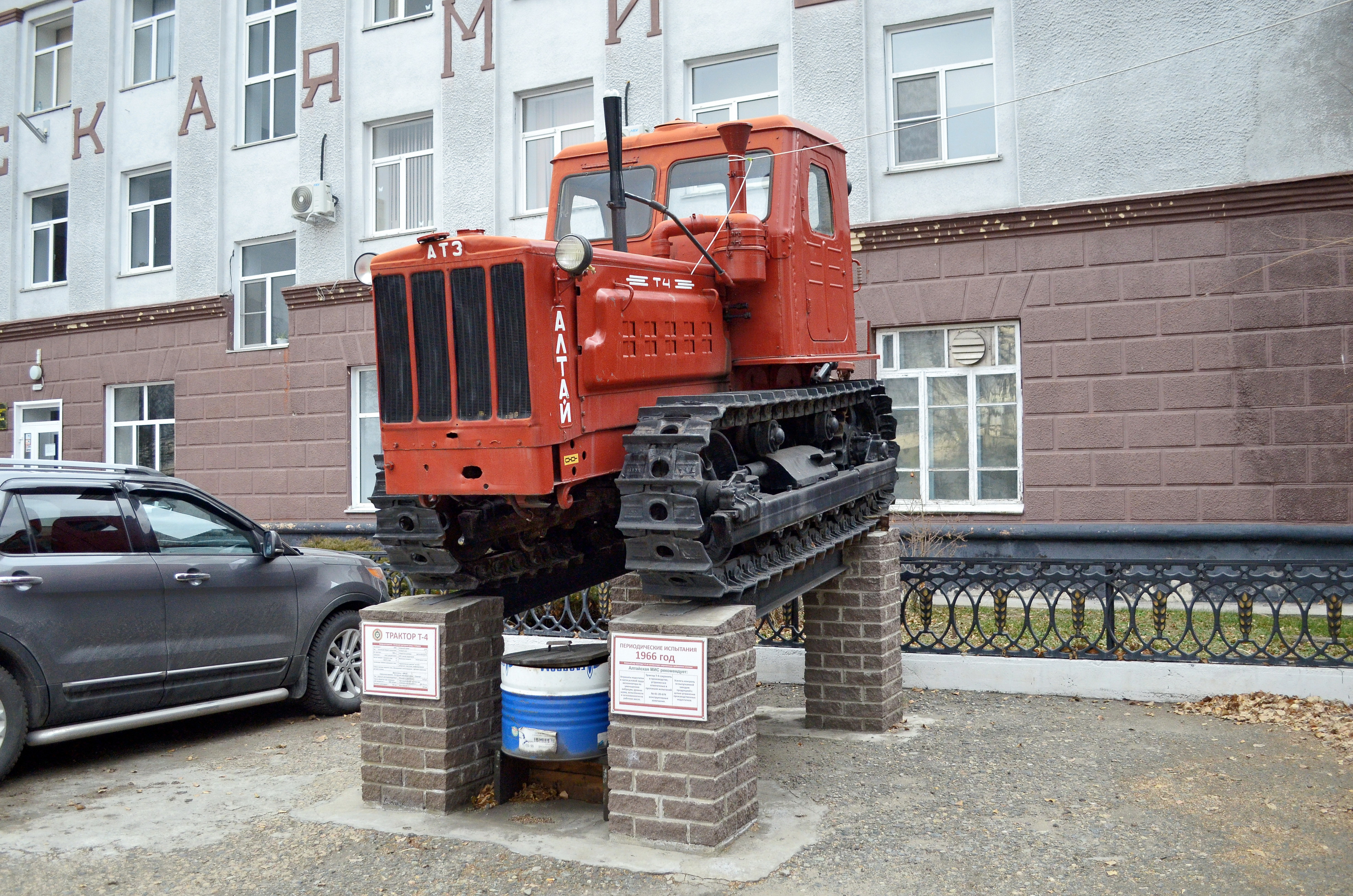
Трактор Т-4 Алтай, год выпуска 1966 г.

Производственное объединение Алтайский тракторный завод (АТЗ) (с 1992 года по 2013 Алтайский трактор (Алттрак), с 2013 ООО «Завод Алтай трактор») — тракторостроительное предприятие в городе Рубцовске Алтайского края, обеспечивающее  производство тракторов для нужд сельскохозяйственных предприятий Сибири, Средней Азии, Казахстана и Дальнего Востока.
Не следует путать с Алтайским филиалом Петербургского тракторного завода, созданным в Барнауле в 2010-х годах.

## История
Решение об организации производства тракторов в г. Рубцовске Алтайского края было принято ЦК ВКП(б) и Совнаркомом СССР 18 ноября 1941 г. Необходимость строительства нового тракторного завода в Сибири, далеко от линии фронта, была вызвана началом Великой Отечественной войны. В спешном порядке были эвакуированы оборудование и персонал Харьковского тракторного завода (ХТЗ им. Серго Орджоникидзе), Одесского завода сельскохозяйственного машиностроения (ОЗСМ) и Сталинградского тракторного завода (СТЗ). Эвакуацию начали в октябре 1941 года, а первые цехи начали собирать уже в декабре. Одновременно под заводские помещения приспособили зернохранилища. Одновременно строились ТЭЦ, сталелитейный и кузнечный цехи, жилые помещения.
В феврале 1942 года в Рубцовск прибыл первый состав с оборудованием Харьковского тракторного завода. За короткий срок в тяжелейших условиях военного времени был построен АТЗ — единственный в стране, выпускавший тракторы для нужд фронта и тыла. Датой основания завода считается 24 августа 1942 г., когда был собран первый алтайский керосиновый гусеничный трактор марки АСХТЗ-НАТИ. Первую тысячу тракторов на АТЗ выпустили в декабре 1943 года.
В декабре 1944 года был изготовлен первый опытный образец гусеничного сельскохозяйственного трактора ДТ-54, завоевавший впоследствии достойное место в механизированных парках СССР и за рубежом. Модель гусеничного трактора нового поколения оказалась настолько успешной, что позже, в 1949 году ДТ-54 начали производить на восстановленном после войны Сталинградском тракторном заводе. Этот гусеничный трактор послужил базовой основой для производства самого популярного и массового гусеничного трактора в СССР ДТ-75. Так же популярна была модель гусеничного трактора ДТ-54 с бульдозерным оборудованием. Гусеничный бульдозер ДТ-54 был одним из первых бульдозеров в стране.

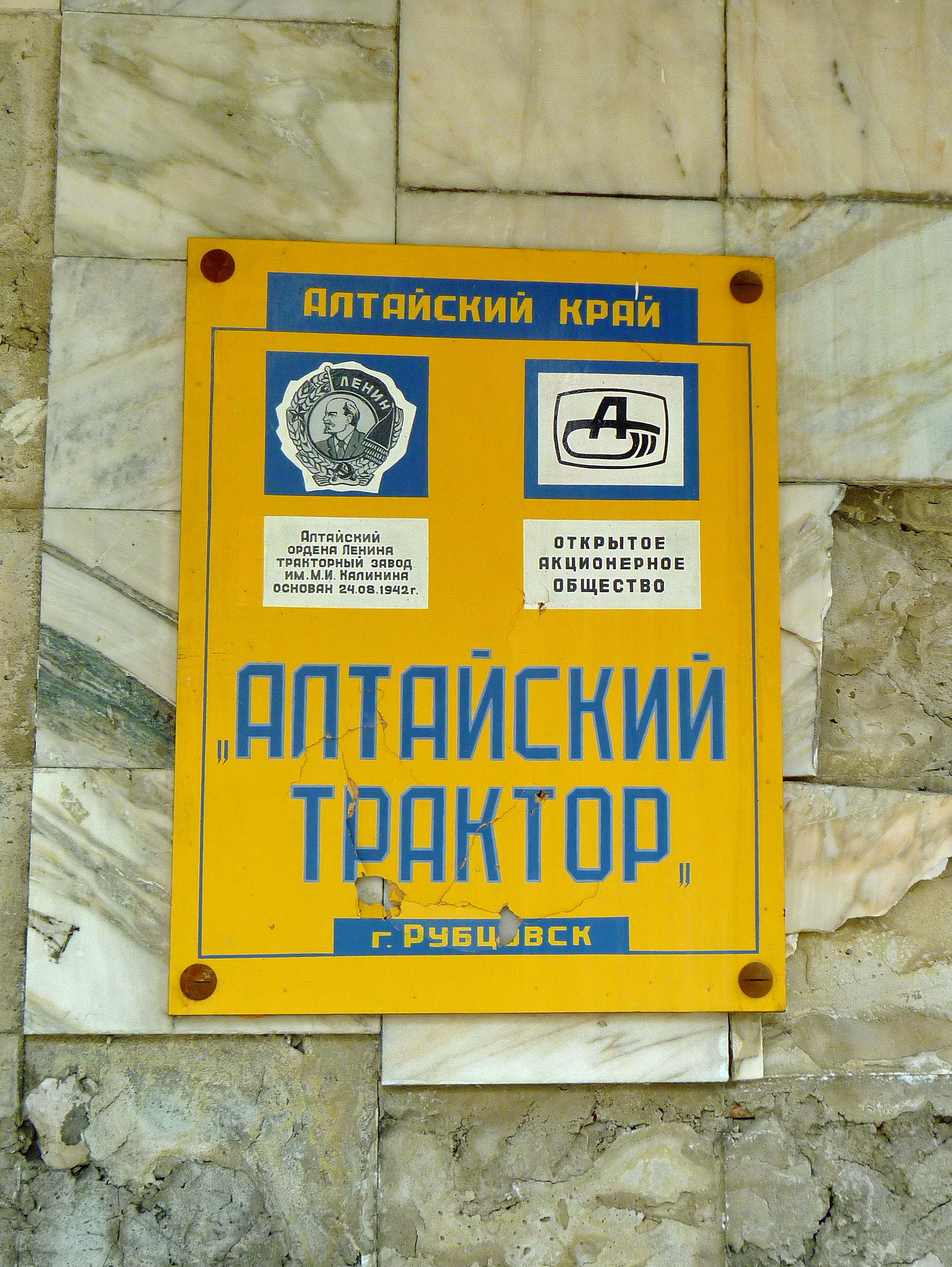
Вывеска «Алтайский трактор», 2014 год.

Производство на Алтайском тракторном заводе изначально организовывалось на основе поточной системы и конвейеров. К концу первой послевоенной пятилетки завод перегнал по количеству выпускаемых тракторов ХТЗ.
1 июля 1946 года Алтайскому тракторному заводу было присвоено имя М. И. Калинина, а за ударную работу в годы войны — передано на вечное хранение Красное Знамя Государственного Комитета Обороны. За доблестный труд в военное время правительственные награды получили свыше 5 тысяч работников АТЗ. Среди них — первый руководитель завода П. П. Парфенов — бывший директор Харьковского тракторного завода, талантливый инженер, организатор производства и человек высокой культуры.
В серийное производство ДТ-54 пошел в июне 1952 года. В годы освоения целины на АТЗ изготовили 9630 дизельных тракторов ДТ-54, которые стали основной пахотной машиной. За производственные успехи 1500 тракторостроителей были удостоены государственной награды — медали «За освоение целинных земель» (1956 г.).

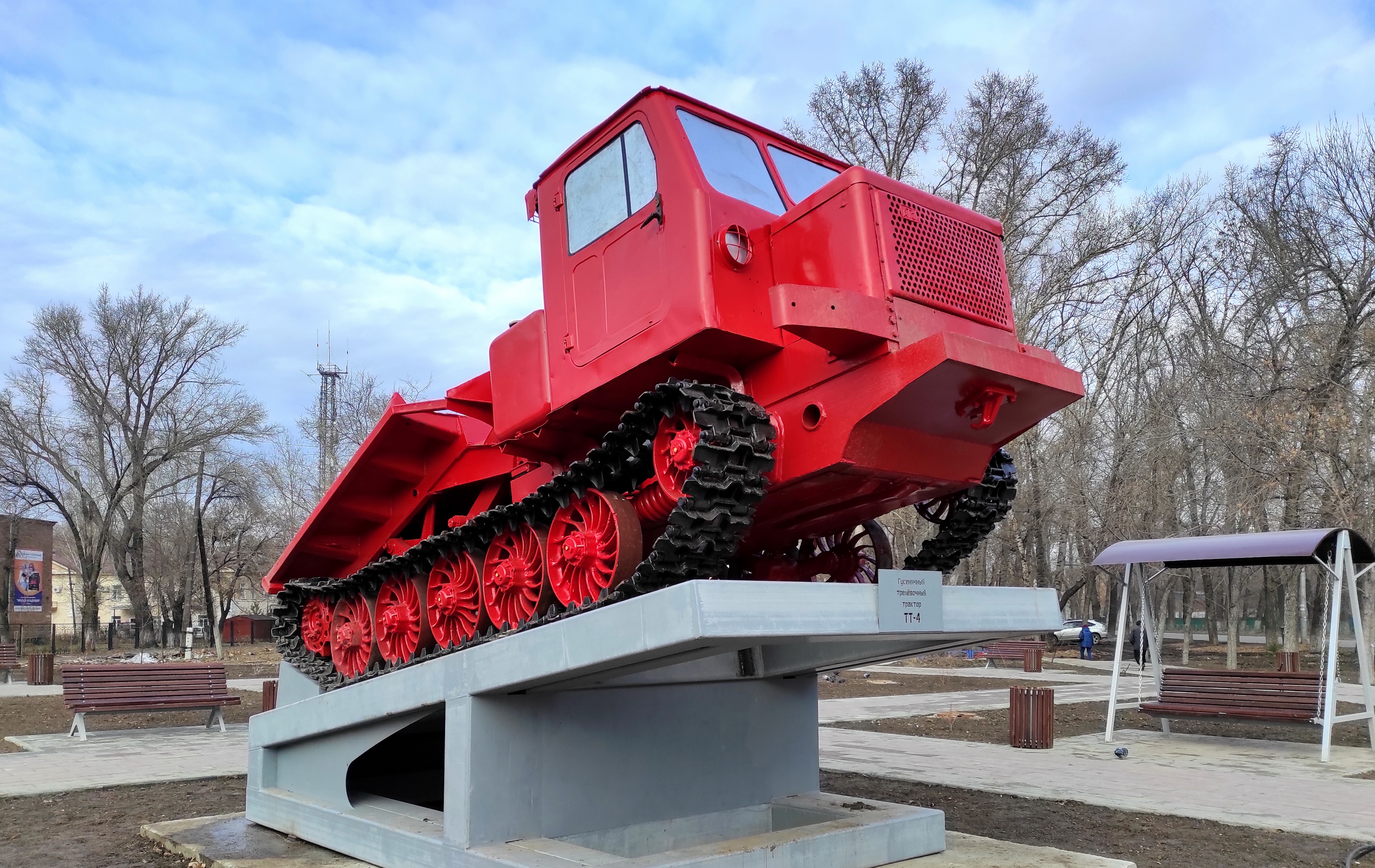
Гусеничный трелёвочный трактор ТТ - 4

В 1956 году было принято решение об организации на Алтайском тракторном заводе производства гусеничных трелёвочных тракторов для лесной промышленности. В начале 1957 года АТЗ выпустил переходную модель трелёвочного трактора ТДТ-55 (Трактор дизельный трелёвочный). Прототипом трактора стал ТДТ-40 разработанный в 1954 году на Минском тракторном заводе в содружестве с НАТИ. Впоследствии трелёвочный трактор ТДТ-40 выпускал Онежский тракторный завод.
В сентябре 1957 года без остановки производства сельскохозяйственного трактора был собран первый трелёвочный трактор на гусеничном ходу ТДТ-60 для лесозаготовительных работ. От ТДТ-55 он отличался форсированным двигателем, развивающим мощность в 60 л. с. и хорошей проходимостью. ТДТ-60 являлся более мощным трелёвочным трактором по сравнению с его предшественниками ТДТ-40 и ТДТ-55. На всемирной выставке в Брюсселе эта машина удостоилась высшей награды — диплома I степени и золотого приза Гран-при (1958 г.). На базе ТДТ-60 устанавливалось различного рода технологическое навесное оборудование. Самосвал на гусеничном ходу — один из примеров таких разработок. Гусеничные самосвалы были очень востребованы при разработках карьеров, а также на строительных площадках в условиях абсолютного бездорожья.
В мае 1962 года коллектив завода перешел на выпуск новой модификации трактора ТДТ-75, а также гусеничную транспортную машину ТСТ-80 для транспортировки грузов по бездорожью. С начала производства трелёвочных машин Алтайский тракторный завод стал одним из крупнейших машиностроительных предприятий на востоке страны.
С января 1965 года завод приступил к производству сельскохозяйственного трактора Т-4 для среднеазиатских республик, где выращивали хлопок и рис. Трактор Т-4 «Алтай» с двигателем мощностью 110 л. с. был полностью сконструирован и изготовлен на АТЗ. Одна из его модификаций — трактор Т-4М на Международной выставке в Москве был отмечен Золотой медалью (1966 г.). В том же году произошло знаменательное событие. За большой вклад в развитие отечественного тракторостроения АТЗ наградили орденом Ленина. Группа работников завода в количестве 180 человек получили высокие правительственные награды. Звания Героя Социалистического Труда с вручением ордена Ленина и золотой медали «Серп и Молот» удостоен наладчик кузнечного цеха С. В. Петров.
В городе появился одноимённый крупный район АТЗ. На средства и по инициативе предприятия в северной части Рубцовска была создана развитая городская инфраструктура, включающая жилищный фонд, коммунальное хозяйство, объекты соцкультбыта, медицинские, детские дошкольные и образовательные учреждения, центры досуга, спортивные сооружения, загородные курортные объекты.
В 1967 году под руководством инженера-новатора А. И. Шведунова на АТЗ провели масштабный научно-практический эксперимент. В производственных условиях удалось получить новую марку низколегированной стали 35ГТРЛ, которая нашла широкое применение в народном хозяйстве. Впоследствии не только АТЗ, но и другие заводы перешли на изготовление деталей ходовой части машин из новой стали.
В 1970 году произведено техническое перевооружение завода. Осуществлен переход на выпуск более мощного сельскохозяйственного трактора Т-4А, ставшего одной из самых удачных серийных разработок завода. 22 апреля 1970 года был выпущен первый трактор этой марки. На базе Т-4А разработали и выпускали промышленную модификацию Т-4АП2 с бульдозером — для строительных и дорожных работ. Выпуск нового трактора стал значительной вехой в жизни завода, отмеченной государственными наградами. Указом Президиума Верховного Совета СССР от 5 апреля 1971 года орденами и медалями были награждены 250 заводчан. Наладчику автоматного цеха М. Ф. Семенцову присвоили звание Героя Социалистического Труда с вручением золотой медали «Серп и Молот» и второго ордена Ленина.
Трактор Т-4А производили с 1970 по 1998 год. Кроме мощного 130-сильного двигателя, трактор Т-4А отличался от своего предшественника Т-4 более надёжными узлами и лучшим комфортом для механизатора.
С ноября 1971 года завод перешел на выпуск трелёвочного трактора ТТ-4 для лесной промышленности, которому в 1976 году был присвоен государственный Знак качества. В 1972 году сельскохозяйственный трактор Т-4А и трелёвочный трактор ТТ-4 были представлены на Международной выставке в г. Познани (Польша).
В 1974 году предприятие было преобразовано в производственное объединение и получило название ПО «Алтайский тракторный завод», в состав которого вошёл Тальменский завод тракторных агрегатов.
В 70-80-е годы ПО «АТЗ им. М. И. Калинина» было одним из крупнейших предприятий сельскохозяйственного машиностроения и тракторостроения на территории СССР. В его структуру входили заготовительные, металлобрабатывающие, механические и сборочные цехи, завод по производству инструмента, технологической оснастки и нестандартного оборудования, сложный энергетический комплекс и другие вспомогательные службы. Объединение располагало конструкторской службой с опытным производством, рядом специальных лабораторий, вычислительным центром.
На предприятиях были заняты высококвалифицированные специалисты более 250 профессий, инженеры и техники различных специальностей. Были созданы условия для повышения культурно-технического уровня специалистов, мастерства и квалификации рабочих без отрыва от производства. Объединение располагало учебной базой: специальным профтехучилищем (№ 9), вечерне-сменным СПТУ-15, машиностроительным техникумом, вечерним факультетом Алтайского политехнического института им. И. И. Ползунова, ВТУЗом.
В 1984 году не только в Алтайском крае, но и в стране заговорили о необходимости создания трактора нового поколения — гусеничного сельскохозяйственного трактора пятого тягового класса. Результатом творческого содружества конструкторов ПО АТЗ и учёных отраслевого тракторного института (НАТИ) стал проект нового трактора Т-250. Он успешно прошел сравнительные испытания с трактором «Челленджер-65» американской фирмы «Катерпиллер» и был рекомендован к серийному производству. Но экономическая ситуация в стране и на заводе не позволила реализовать проект.
В январе 1986 года с конвейера завода сошёл миллионный трактор Т4А. В тот период государственный заказ составлял до 120 тракторов Т4А и до 90 тракторов ТТ-4 в сутки.
В 1990 году инженеры Алтайского тракторного завода модифицировали лесной трелёвочный трактор ТТ-4. Новая модель получила название ТТ-4М (модернизированный). ТТ-4 претерпел ряд изменений, начиная от двигателя и заканчивая компоновкой кабины оператора. Она стала одноместной, смещенной от центра, со значительно увеличенным обзором (серийный выпуск начат в 1994 году).
В начале 90-х годов по объективным экономическим причинам спрос на выпускаемые тракторы значительно сократился. Объём сбыта упал. Государственные предприятия через приватизацию переходили в частные руки.
После распада СССР на заводе были вынуждены сокращать производство. В 2007 году фактически началось медленное обанкрочивание завода. В мае 2010 года в связи с простоем, низкой производительностью, сложной финансовой ситуацией, задержкой зарплаты на заводе началось сокращение персонала. В качестве протеста рабочие предприняли месячную голодовку, что получило сочувствие среди рабочих других предприятий города и жителей Алтайского края.
В 2011 году реорганизованный завод «Алтайский трактор» претерпел колоссальные потрясения. В связи с накопившейся кредитной задолженностью РАТМ-Холдинга (в структуру которого было передано бывшее ПО АТЗ) приняли решение о банкротстве предприятия. Более двух лет происходил передел имущества между акционерами и руководящим составом. Три года бездействия привели к распродаже имущества и разрушению большей части производственных мощностей. Здания цехов, коммуникации, подъездные пути демонтировали и реализовывали как строительный материал. Инженерные корпуса были разграблены. Историческое здание заводоуправления и пристройка выставочного центра обрушились и представляют собой руины. Большая часть площади бывшего ПО «Алтайский тракторный завод» превращена в разоренный изрытый пустырь. Демонтированы даже плиты заводских дорог.

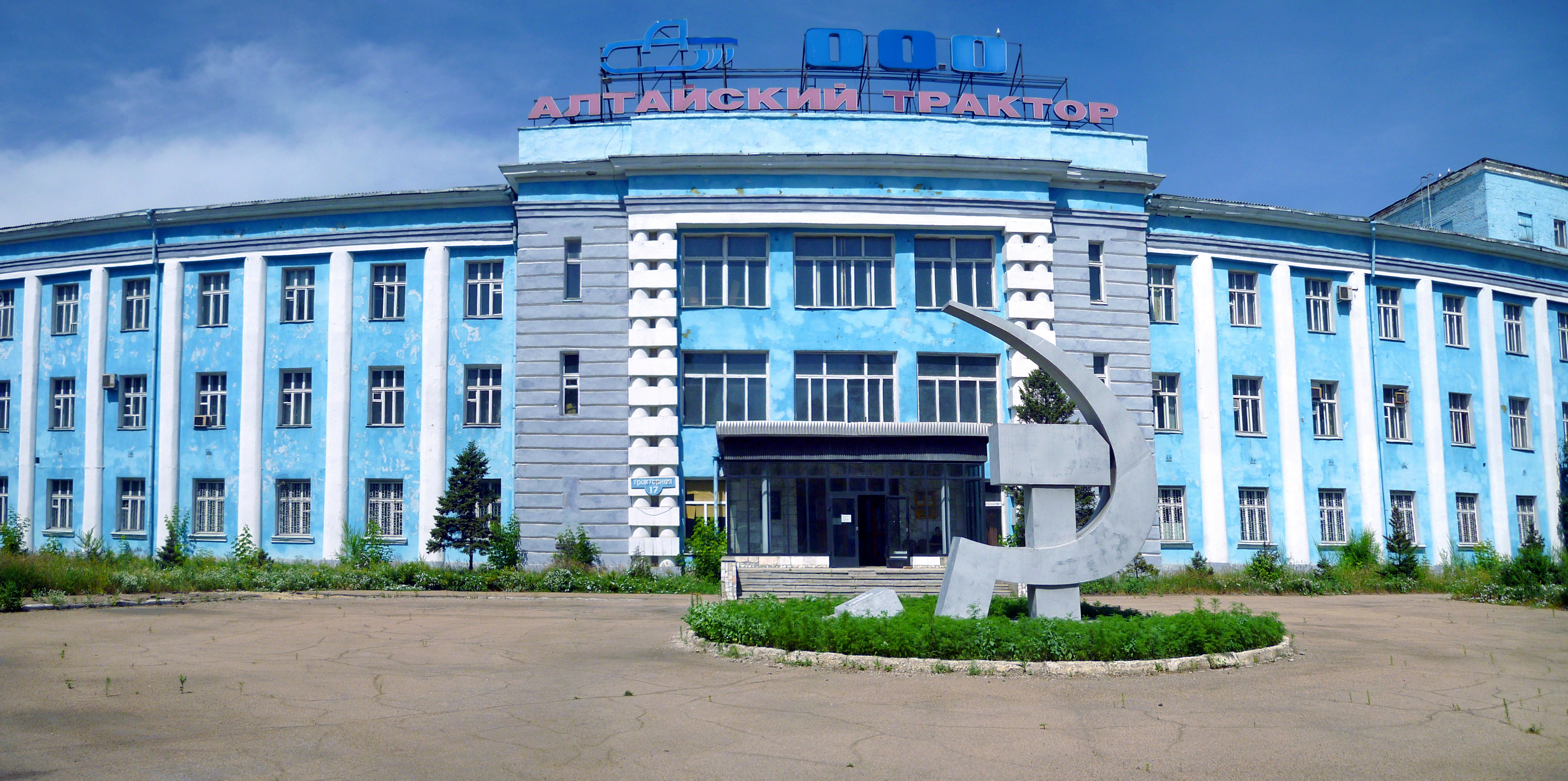
Здание заводоуправления АТЗ, 2012 г.

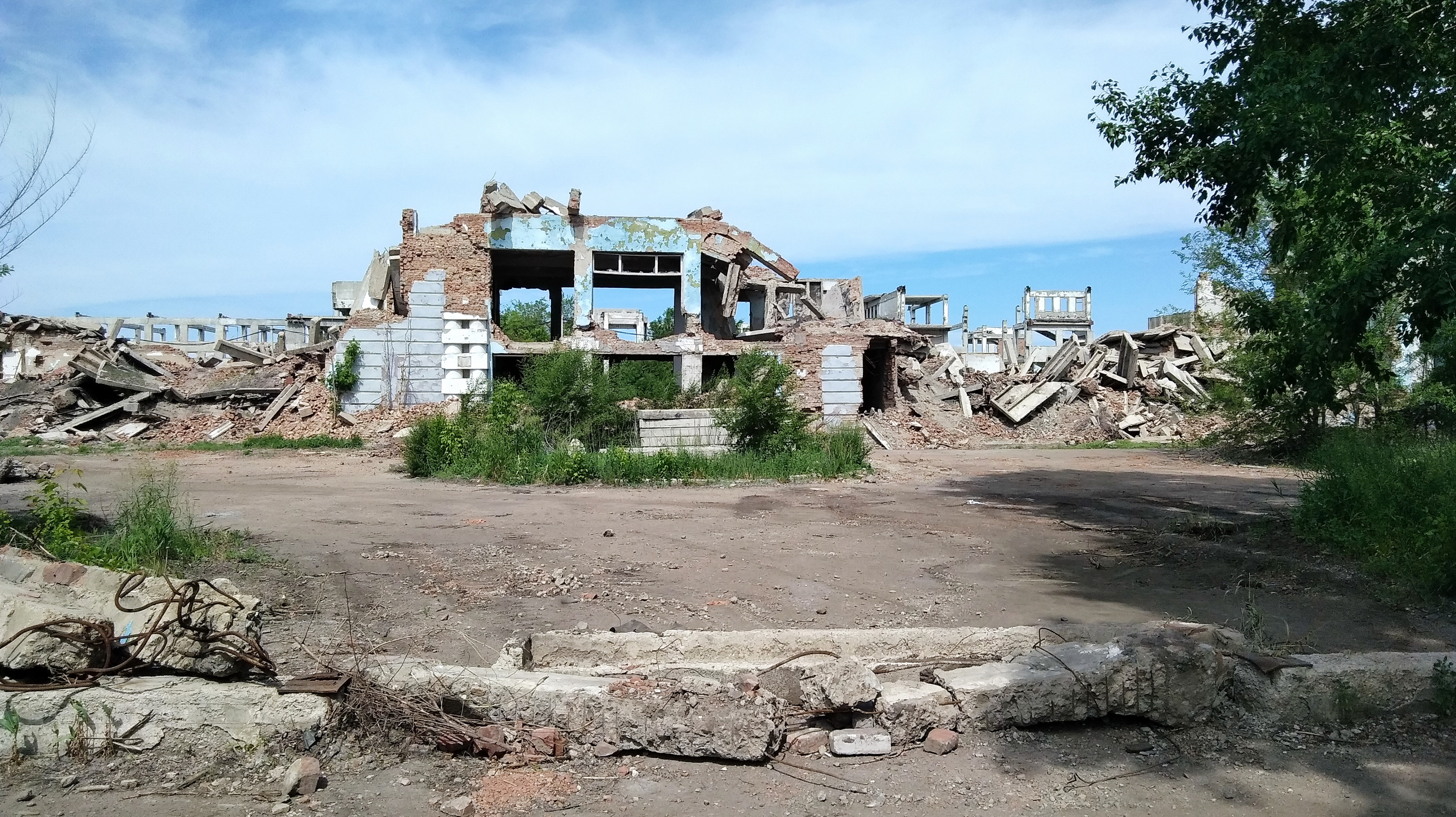
Руины здания заводоуправления АТЗ, 2018 г

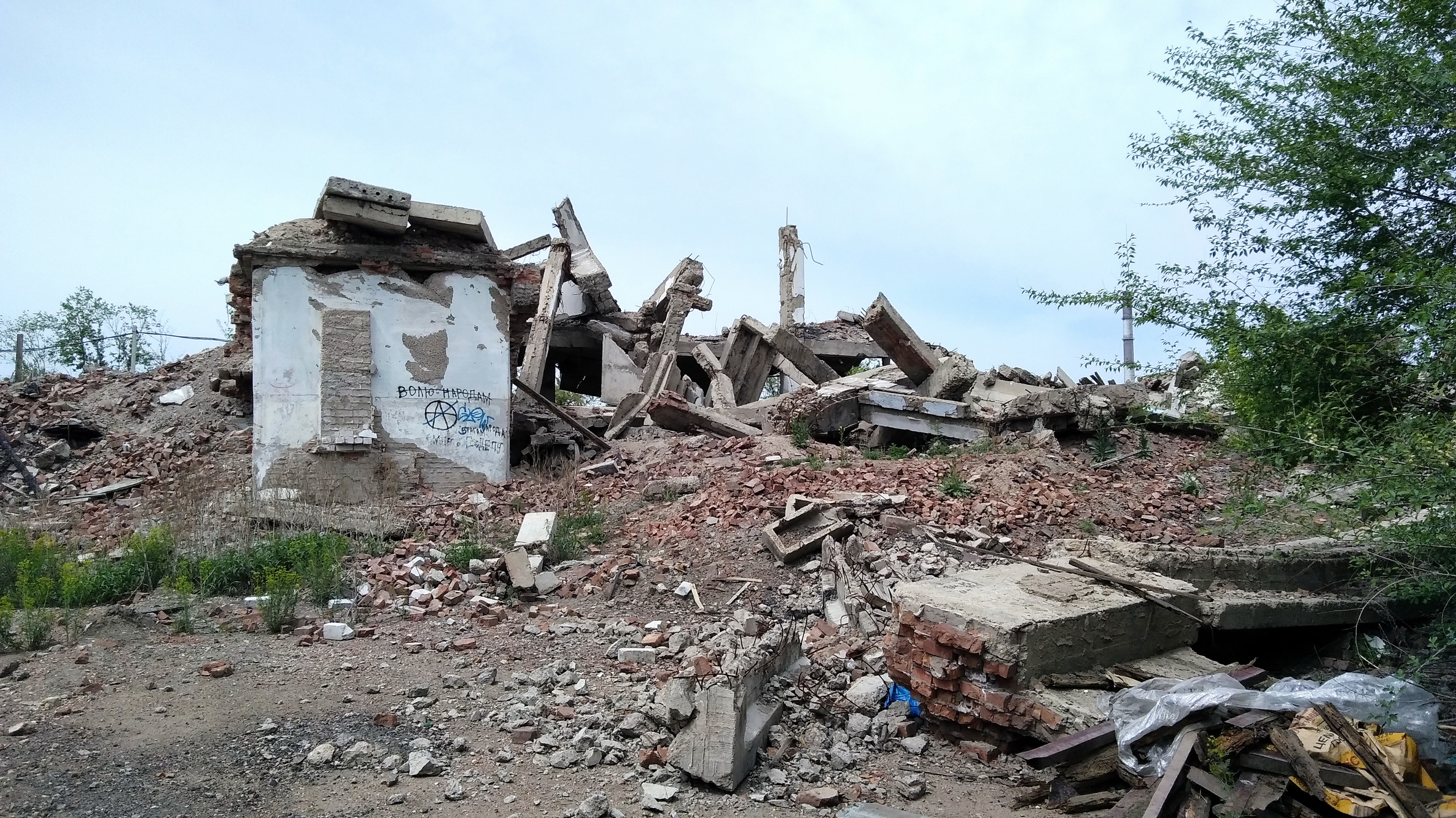
Руины здания заводоуправления АТЗ, 2021 г

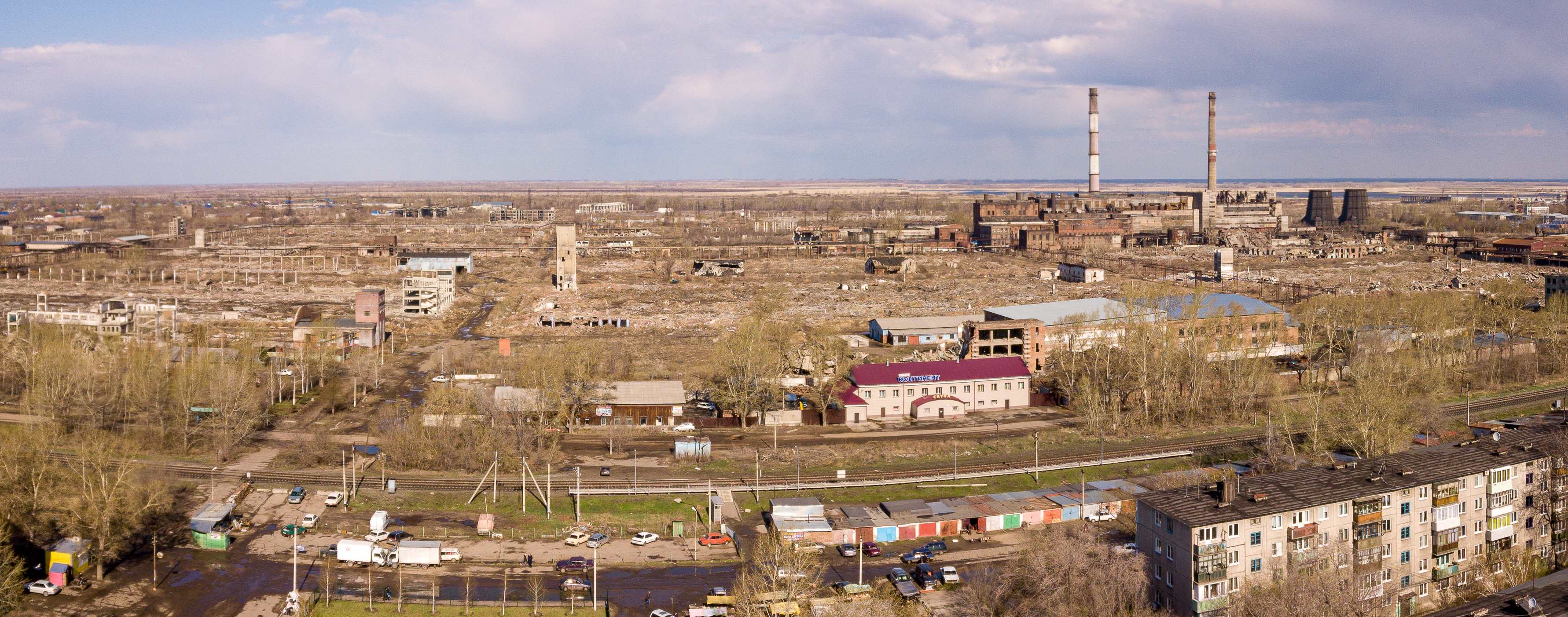
Руины Алтайского Тракторного заводы с воздуха

Однако, некоторые цеха все же сохранили из них: опытный, научный и другие уже на их базе вновь продолжился выпуск модифицированных тракторов версии Т4А и пр. Сегодня завод выпускает около 500 тракторов. Санкции положительно повлияли на темпы роста, появились новые покупатели. 

## Преемники

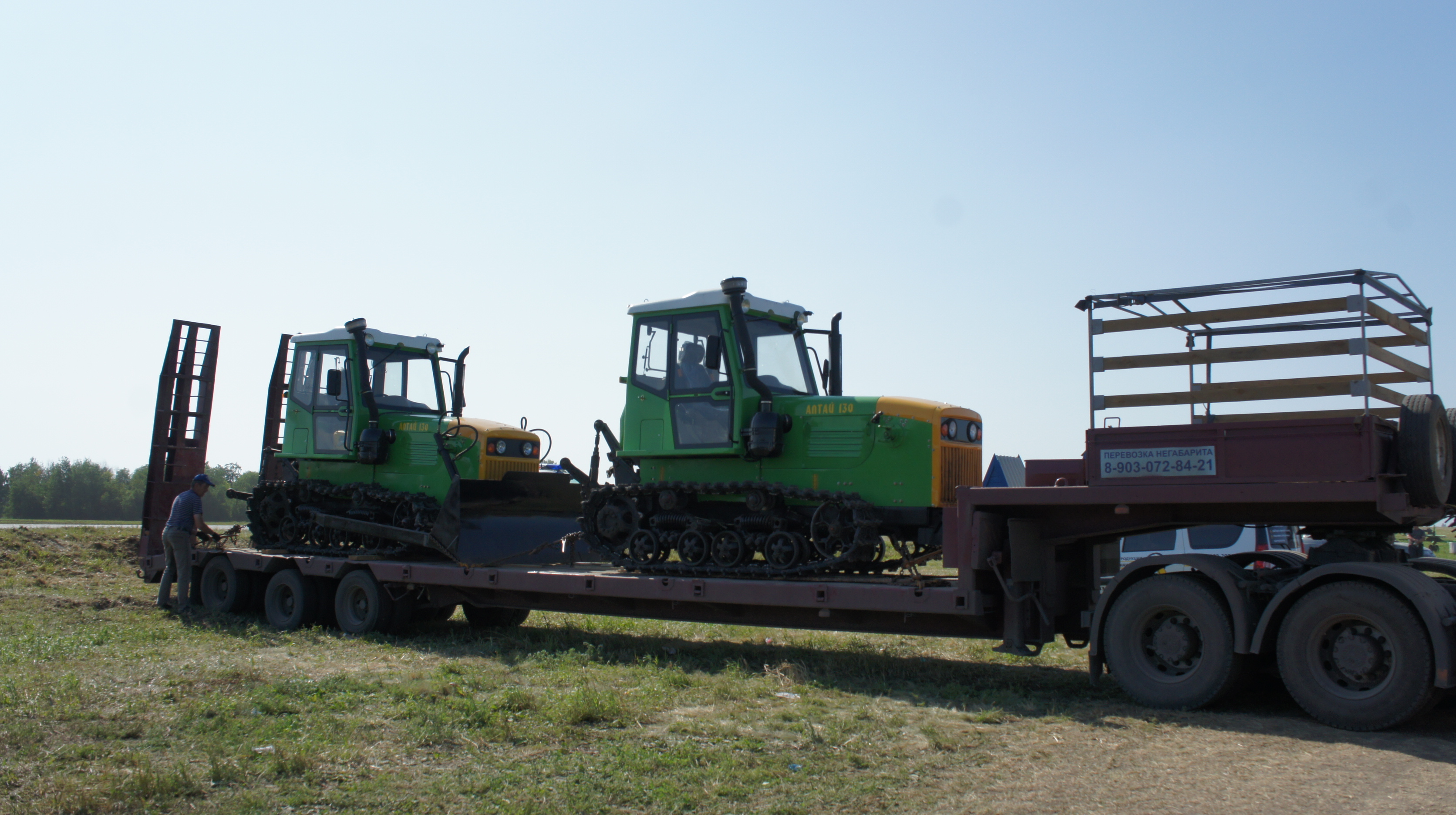
Трактора Алтай-130 на выставке «Сибирский агропарк» в июле 2015 г.

В 2013 году на базе опытного производства Алтайского тракторного завода создано ООО «Завод Алтай трактор». По утверждению собственников, имеющиеся у ООО производственные мощности позволяют выпускать ежегодно до 500 тракторов. В июле 2015 года на выставке «Сибирский агропарк», ООО «Завод Алтай трактор» представил универсальный гусеничный трактор «Алтай-130» третьего тягового класса с бульдозерной навеской.
Выпуск трелевочных тракторов и оборудования для них подхватили другие предприятия этого края, например, Алтайский завод самоходных машин «Прогресс» в Барнауле и Алтайский тракторный завод «Гранд» в Барнауле

## Известные сотрудники
- Шведунов, Алексей Иванович — заслуженный рационализатор РСФСР
- Виктор Сергеевич Бочевар  — тренер по греко-римской борьбе РСФСР